# Dactylopsylla megasoma
Dactylopsylla megasoma är en loppart som beskrevs av Barrera 1953. Dactylopsylla megasoma ingår i släktet Dactylopsylla och familjen fågelloppor. Inga underarter finns listade i Catalogue of Life.